# Curva di Peano
In geometria, la curva di Peano è una curva che "ricopre" interamente un quadrato. È stata la prima curva con questa proprietà a essere scoperta da Giuseppe Peano nel 1890.

## Limite di curve
Una curva di Peano è una curva parametrizzata da una funzione continua dall'intervallo [0, 1] al quadrato Q.
La curva piana viene intuitivamente vista come un oggetto monodimensionale su un piano bidimensionale, incapace quindi di riempirlo. La curva di Peano, in maniera controintuitiva, è altresì capace di riempire uno spazio delimitato quale è un quadrato. In altri termini la funzione f che la definisce è suriettiva.

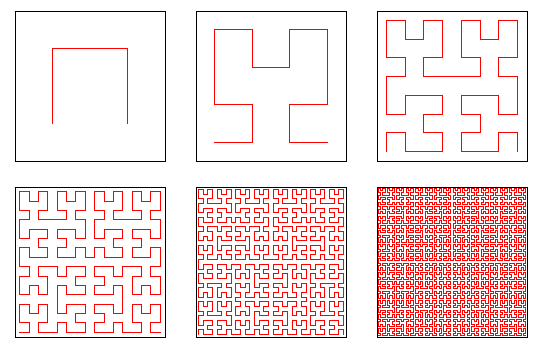
Sei iterazioni della costruzione della curva di Hilbert, un esempio di curva di Peano costruita da David Hilbert

Una curva di Peano è costruita generalmente come limite di una successione di curve. L'esempio qui a destra, costruito dal matematico David Hilbert, mostra i primi sei passi di questa costruzione: la curva di Peano è la curva che si ottiene all'"infinitesimo passo". Si può dimostrare che una tale "curva limite" esiste come funzione, è effettivamente continua e ricopre l'intero quadrato.
Con questi esempi si possono costruire facilmente curve che riempiono spazi ancora più grandi, come ad esempio il cubo, oppure curve definite sull'intervallo aperto (0, 1) che riempiono interamente un qualsiasi spazio euclideo di dimensione arbitraria.

## Costruzione esplicita
Una costruzione esplicita della curva di Peano utilizza un sottoinsieme molto particolare dell'intervallo [0, 1]: l'insieme di Cantor C. Questo insieme ha molte proprietà sorprendenti, tra le quali la seguente: C e C x C sono omeomorfi. Quindi esiste una funzione g: C → Q = [0, 1] x [0, 1] la cui immagine è il sottoinsieme C x C del quadrato. 
Esiste una funzione f:C → [0, 1] continua e suriettiva, detta funzione di Cantor. Quindi la mappa F(x,y) = (f(x), f(y)) è suriettiva da C x C sul quadrato [0, 1] x [0, 1]. La sua composizione con la g di sopra è una funzione suriettiva da C sul quadrato. Infine, questa si estende a una funzione continua dall'intervallo [0, 1] sul quadrato: infatti il complementare di C in [0, 1] è fatto di tanti intervalli aperti, e la funzione può essere estesa linearmente su ciascuno di questi (mandando ogni intervallo U nel segmento del quadrato avente come estremi le immagini degli estremi di U).

## Proprietà
- Una curva di Peano non è iniettiva.
- Una curva di Peano non è derivabile.